# 황혼의 만하탄
"황혼의 만하탄"은 1975년에 개봉한 대한민국의 영화이다.

## 캐스팅
- 윤일봉
- 양정화
- 박성수